# 一生 (莫泊桑)
《一生》（法語：Une vie），或譯《女人的一生》，是法國作家莫泊桑於1883年創作並發表的長篇小說。小說在1883年2月27日至4月6日連載於文學刊物吉爾·布拉斯，同年集結出版，一年內銷量25,000本，在當時這個數字是大暢銷。《一生》發表前，莫泊桑即以《羊脂球》等短篇小說而小有名氣，但僅僅被認為是自然主義文學的二流人物，《一生》將莫泊桑正式推上大作家的地位。通过俄國作家、《戰爭與和平》的作者托爾斯泰为本書而「興奮狂喜」，可一窺時人對此書的評價。

## 小说背景
该书描绘的是法国诺曼底农村的风俗生活。《菲菲小姐》及《泰利埃公馆》两个中短篇小说集的问世，已证明了莫泊桑是一个伟大的短篇巨匠。但莫泊桑并不满足于此，他仰慕他的老师福楼拜，想要像他一样在更大的时代背景上展示人物的命运多舛。他从自己的家庭里就看出了一种不言自明的悲剧：浪漫主义在一个对它不利的时代里的命运注定破灭。
在历经六年多的构思与修改后，长篇小说《一生》于四月份问世，立刻引起了轰动。《一生》不仅仅是模仿了福楼拜的小说，它以别开生面的描写，在19世纪末叶脱颖而出，出类拔萃。
列夫·托尔斯泰将《一生》为“一本优秀的小说，不仅无可比拟地是莫帕桑特最好的小说，而且几乎是自雨果的《悲惨世界》以来最好的法国小说。”

## 小说情节梗概
出身没落贵族的约娜被父亲（一名男爵）送去了修道院，男爵让女儿在那里过着严格修道生活，远离尘世，杜绝凡间的一切欲念。但约娜满心向往的是像神话传说般纯洁永恒的爱情，男爵的期望注定会破灭。
当遇到高大英俊，稳重沉静的德·拉马尔子爵（于连）后，约娜坠入爱河，很快便与于连结婚。但在新婚之夜，当约娜发觉于连真正的面目之后，她不禁有一种梦想破灭的感觉。于连对约娜身体上和灵魂上的创伤都视而不见，这种深深的冷漠和无情，正是约娜一生的悲剧的开端。
“他很少关心到她，连说话也很难得；任何爱情的影子都突然不见了，夜里到她卧室去已经成为稀有的事情”。这是约娜与于连婚姻的真实写照。于连接管了约娜家的财产，他的暴戾恣睢使得约娜的父母气得出走。
失去了亲人的支持，罗莎莉，作为约娜的侍女，情同姐妹，也是约娜重要的慰藉。然而当罗莎莉未婚生子，被发现与于连并排而睡后，约娜绝望了，麻木了，并大病一场。
却在这时，约娜发现自己怀有身孕。狂热本能的母爱掩盖了她绝望冰冷的心，儿子的出生让约娜感觉到前所未有的喜悦。约娜不曾想到这是又一场灾难。
在一次与福尔维勒伯爵夫人的幽会中，于连被愤怒的伯爵推下山崖，与情妇双双毙命。深受刺激的约娜当场晕倒，早产生下的女儿不幸夭折。约娜的人生又一次崩塌。
唯一的儿子保尔成为了约娜人生的希望，却也给约娜带来了命运的绝望。保尔任性骄纵，沉迷于赌博，最后留下巨大的债务，抛弃了约娜和一个妓女私奔。
约娜四处抵押产业，甚至将白杨山庄抵债，除了罗莎莉她已经一无所有。幸运的是，罗莎莉的善良感化了她，约娜、罗莎莉、保尔的哥哥也就是于连的大儿子，又开始了一段新的生活。
人生既不像人们想象的那么好，也不像人们想象的那么坏。